# FK Radnik Bijeljina
El FK Radnik (en serbio cirílico: ФК Радник) es un club de fútbol de la ciudad de Bijeljina, Republika Srpska, Bosnia y Herzegovina. Fue fundado el 14 de junio de 1945 y disputa sus partidos como local en el Gradski Stadion, que tiene una capacidad de 6.000 espectadores. El equipo juega actualmente en la Premijer Liga y el nombre Radnik significa "trabajador".

## Historia
El FK Radnik fue fundada el 14 de junio de 1945. En 1948 se convirtieron en campeones del distrito de Tuzla al vencer al FK Sloboda Tuzla en la final. Un año más tarde, el FK Radnik llegó a la ronda de 1/16 de la Copa de Yugoslavia. En 1957 FK Radnik entró en la liga regional de Novi Sad. En 1971-72, el FK Radnik se consagró campeón de la liga regional de la República de Bosnia y Herzegovina y entraron en una eliminatoria por un lugar en la Segunda Liga Yugoslava. El FK Radnik jugó contra el FK Sloga de Vukovar en el playoff donde el Radnik ganó los dos partidos, 4-0 y 8-0 en Bijeljina y en Vukovar, respectivamente. El Radnik entró en la Segunda Liga de Yugoslavia, donde jugó contra clubes como el FK Proleter Zrenjanin y FK Bečej.
Otro gran logro de Radnik Bijeljina fue cuando el equipo juvenil ganó la Copa de Bosnia y Herzegovina en 1987. En la semifinal FK Radnik ganó al FK Velez Mostar en Mostar por 5-2. En la final venció al FK Polet Bosanski Brod en los penaltis para ganar el trofeo.
El club ganó su primer título de la Primera Liga de la República Srpska en 1998-99, y el segunda en 2004-05, después de que el club fuese promovido a la recién formada Premijer Liga de Bosnia y Herzegovina. El club descendió de la Premijer Liga en la temporada 2006-07. Bajo el liderazgo de gerente Darko Nestorović, en la temporada 2011-12, el club conquistó otra vez ganó el título de en la Liga de Primera de la Republika Srpska y regresó a la máxima competición del fútbol bosnio.

## Palmarés
- Liga de la República de Bosnia y Herzegovina (1): 1948-49
- Copa de Bosnia y Herzegovina (1): 2015-16
- Primera Liga de la República Srpska (3): 1998-99, 2004–05, 2011–12.
- Copa de la República Srpska (4): 2009-10, 2012-13, 2013-14, 2015-16
  - Subcampeón: 2006-07, 2008-09, 2010-11.

## Participación en competiciones de la UEFA
| Temporada | Torneo             | Ronda              | Club               | Casa | Visita      | Global      |
| --------- | ------------------ | ------------------ | ------------------ | ---- | ----------- | ----------- |
| 2016–17   | UEFA Europa League | 1.ª Clasificatoria | Beroe Stara Zagora | 0–2  | 0–0         | 0–2         |
| 2019–20   | UEFA Europa League | 1.ª Clasificatoria | Spartak Trnava     | 2–0  | 0–2 (a.e.t) | 2–2 (2–3 p) |